# Anchistus mirabilis
Anchistus mirabilis är en kräftdjursart som först beskrevs av Otto Pesta 1911.  Anchistus mirabilis ingår i släktet Anchistus och familjen Palaemonidae. Inga underarter finns listade i Catalogue of Life.